# Pavilhão alemão na Feira Universal de Barcelona

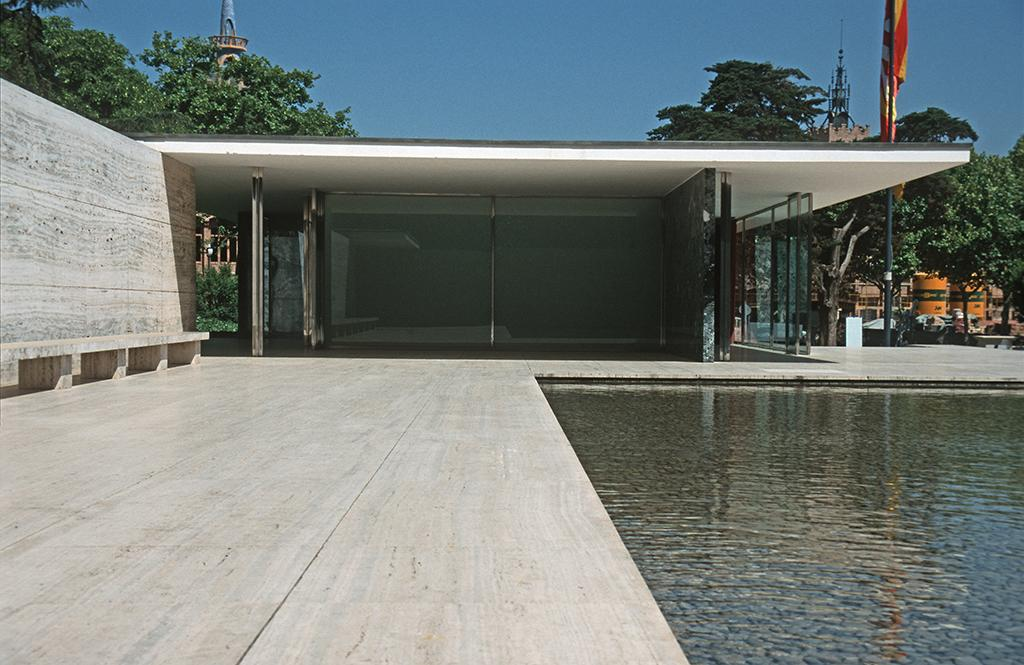
Pavilhão alemão na Ferira Mundial em Barcelona (reconstruído).

O pavilhão alemão para a Feira Mundial de 1929 em Barcelona (também conhecido como Pavilhão Barcelona) foi um edifício projectado pelo arquitecto modernista Ludwig Mies van der Rohe. É considerado um marco importante na história da arquitectura moderna, sendo conhecido pela sua geometria depurada e pelo uso inovador e extravagante de materiais tradicionais, tais como o mármore, ou de novos materiais industrializados, como o aço e o vidro.
O pavilhão foi demolido no final da Feira, mas devido à importância que teve para a história da arquitetura e na própria biografia do arquitecto, a Fundação Mies van der Rohe encomendou sua reconstrução, no mesmo local, durante a década de 1980.

## Arquitetura

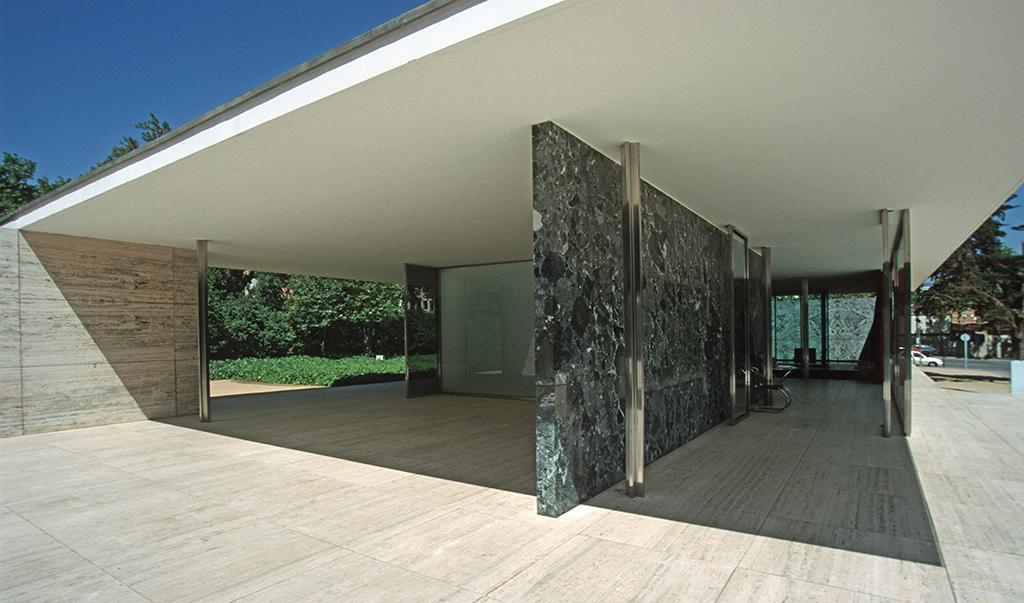
Planos internos constituindo o espaço arquitectónico

A estrutura assenta sobre um grande pódio ao longo de um espelho d'água. Conta com oito pilares de aço, cujo desenho em cruz grega tornou-se célebre na arquitetura moderna, os quais sustentam a cobertura plana do edifício. Como elementos de vedação, verifica-se o uso de cortinas de vidro delimitando os espaços internos e externos e de divisórias baixas de alvenaria no interior. No geral o edifício caracteriza-se pela presença de planos perpendiculares que constróem o espaço tridimensional, a partir de uma configuração volumétrica de formas depuradas, considerada simples e refinada. Tal raciocínio projetual é eventualmente apontado como minimalista, sendo uma referência importante na arquitetura minimalista pós-moderna. O Pavilhão, desta forma, pode ser entendido como uma das mais perfeitas expressões do pensamento projetual de Mies van der Rohe, resumido em sua célebre frase Menos é mais.
Como forma de promover o desenho integral do espaço, segundo uma determinada intenção de projeto bastante rígida, Mies desenhou também aquela que ficou conhecida como Cadeira Barcelona para compor os ambientes deste pavilhão, a qual também é considerada um marco no desenvolvimento do design moderno. Tal cadeira é produzida e comercializada até os dias actuais. Duas dessas cadeiras foram utilizadas como trono para os monarcas espanhóis durante visita à exposição.